# Kalle Stropp och Grodan Boll räddar Hönan
Kalle Stropp och Grodan Boll räddar Hönan is een Zweedse animatiefilm van Jan Gissberg die als kortfilm uitgebracht werd in 1987. De film kwam daarna in langere versie uit in 1991 onder de titel Kalle Stropp och Grodan Boll på svindlande äventyr, vertaald in het Nederlands als Kalle Strop & Grodan Bol

## Zweedse stem
- Thomas Funck - Kalle Stropp/Grodan Boll/Papegojan/Plåt-Niklas/Räven/Pudding/Karlsson/Hönan

## Nederlandse stem
- Hans Pauwels - Keesje Kikker
- Olaf Wijnants - Karel Krekel
- Arnold Gelderman - Vos/Robotin
- Maria Lindes - Papegaai
- Angélique de Boer - Kip
- Hans Beijer - Pedding